# Duraturopsis katonae
Duraturopsis katonae är en insektsart som beskrevs av Melichar 1908. Duraturopsis katonae ingår i släktet Duraturopsis och familjen dvärgstritar. Inga underarter finns listade i Catalogue of Life.